# Love Life (Alcazar)
Love Life è una canzone scritta dai Pet Shop Boys e consegnata al gruppo musicale eurodance svedese Alcazar, il quale lo ha pubblicato come singolo nell'ottobre 2003.
Prodotta da Anders Wollbeck e Mattias Lindblom, Love Life ha riscosso un buon successo in Svezia, dove ha raggiunto la decima posizione della classifica dei singoli.
Nell'aprile 2010 i Pet Shop Boys stessi hanno pubblicato la loro propria versione di Love Life come singolo in edizione limitata per la Record Store Day.

## Tracce
1. Love Life (Original Version) - 3:54
2. Love Life (Extended Version) - 6:35
3. Love Life (FL Rebirth Club Mix) - 9:22

## Classifiche
| Classifica (2003) | Posizione raggiunta |
| ----------------- | ------------------- |
| Svezia            | 10                  |